# 珍珠鹿蹄草
珍珠鹿蹄草（学名：Pyrola sororia），为鹿蹄草科鹿蹄草属下的一个植物种。